# Rick Peters
Rick Peters (Detroit (Michigan), 1 juni 1967), is een Amerikaans acteur.

## Biografie
Peters werd geboren in Detroit (Michigan) in een gezin van zes kinderen. In 1968 verhuisde Peters met zijn familie naar Engeland omdat zijn vader daar een baan aannam. In 1974 verhuisde hij weer met zijn familie naar Michigan. In 1977 verhuisde hij met zijn familie naar Australië, om vijf jaar later weer terug te keren naar Californië in Amerika. Hier haalde Peters zijn high schooldiploma. Tijdens zijn schooltijd begon Peters met het acteren op het schooltoneel. Peters is getrouwd met een scenarioschrijfster met wie hij twee kinderen heeft.
Peters begon in 1992 met acteren in de televisieserie Life Goes On, waarna hij nog meerdere rollen speelde in televisieseries en films. Hij is vooral bekend van zijn rol als Bobby Manning in de televisieserie Sue Thomas: F.B.Eye, waar hij in 56 afleveringen speelde (2002-2005). In 2010 werd Peters samen met de cast genomineerd voor een Screen Actors Guild Awards voor zijn rol in de televisieserie Dexter in de categorie Beste Optreden door een Cast in een Televisieserie.

## Filmografie

### Films
Uitgezonderd korte films.
- 2024 Hollywood Dreaming - als Bill Wilkin's
- 2019 Bixler High Private Eye - als Russell DeWitt
- 2016 Holidays - als coach Rockwell
- 2010 Creed - als Bernie Quinlan
- 2010 Sympathy for Delicious - als Peters
- 2009 The Mel Bourne Ultimatum - als Sid
- 2009 Kendall - als therapeut
- 2009 Fool's Dream - als James
- 2006 The Craving Heart - als Lou Coventry
- 2001 Night Class - als Jake Franklin
- 2001 Life/Drawing - als slechte date van Lori
- 2000 Gun Shy - als Bennett
- 1999 Happy Face Murders - als Billy Lee Peterson
- 1999 American Virgin - als Tommy
- 1999 Late Last Night - als rijdende politieagent
- 1998 This Matter of Marriage - als Steve Marris
- 1997 Elvis Meets Nixon - als Elvis Presley
- 1997 Bouncers - als Ben
- 1996 Leprechaun 4: In Space - als Mooch
- 1996 The Disappearance of Kevin Johnson - als Willis Stevens
- 1995 Family Values - als Emory Huck
- 1992 Night of the Demons 2 - als Rick

### Televisieseries
Uitgezonderd eenmalige gastrollen.
- 2018 Legends 1980 - als Sid - 4 afl.
- 2016 Masters of Sex - als echtgenoot van Dody - 2 afl.
- 2012 NCIS - als Vincent Maple - 2 afl.
- 2009-2010 Dexter - als Elliot - 9 afl.
- 2010 The Event - als Lonner - 3 afl.
- 2008 Swingtown - als Tony Mareno - 5 afl.
- 2006 Heroes - als Tom McHenry - 2 afl.
- 2005-2006 Veronica Mars - als dr. Tom Griffith - 6 afl.
- 2002-2005 Sue Thomas: F.B.Eye - als Bobby Manning - 56 afl.
- 1999-2000 The Hoop Life - als Greg Marr - 22 afl.
- 2000 Bull - als Wallace Wesley - 6 afl.
- 1994-1995 McKenna - als Dale Goodwin - 5 afl.
- 1993 Against the Grain - als Bobby Taylor - 2 afl.
- 1992 Freshman Dorm - als Bronco - 3 afl.

### Computerspellen
- 1998 Return to Krondor - als stem
- 1997 G-nome - als stem
- 1996 Ace Ventura - als stem

- Library of Congress Control Number: no2004101630
- Virtual International Authority File: 26783699
- WorldCat: E39PBJm97whWpKWdHTyWwVbDbd